# Kobyłka
Kobyłka ist eine Stadt im Powiat Wołomiński in der Woiwodschaft Masowien, Polen. Sie ist Sitz der gleichnamigen Stadtgemeinde (Gmina miejska).

## Geographie
Kobyłka liegt 17 km nordöstlich von Warschau und grenzt direkt an die Kreisstadt Wołomin.
Die Gemeinde hat eine Flächenausdehnung von 20,05 km². 47 % des Gemeindegebiets werden landwirtschaftlich genutzt, 21 % sind mit Wald bedeckt.
Durch die Gemeinde verläuft die Droga wojewódzka 634 und es gibt zwei Bahnstationen.

## Geschichte
Die erste schriftliche Erwähnung von Kobyłka stammt aus dem Jahr 1415 und bezieht sich auf die Existenz einer Pfarrkirche.
Im 15. Jahrhundert wurde der Ort unter dem Namen Targowa Wola erwähnt. Ab dem 18. Jahrhundert wurden die Bezeichnungen Kobyłka, Kobiałka und Kobełka üblich. sich die 1755 ließen sich Jesuiten in Kobyłka nieder. Zwischen 1736 und 1740 wurde die Kirche der Heiligen Dreifaltigkeit (Kościół Świętej Trójcy) errichtet, 1741 wurde sie eingeweiht. 1755 ließen sich die Jesuiten in der Stadt nieder und richteten 1756 eine Druckerei. Dort gedruckte Werke sind nicht erhalten. 1773 wurde der Jesuitenorden aufgelöst.
Zwischen 1928 und 1953 war Kobyłka Sitz einer Landgemeinde im Powiat Radzymin in der Woiwodschaft Warschau. Ab 1954 war Kobyłka Sitz der Gromada Kobyłka und erhielt am 1. Januar 1957 den Status einer Osiedle (Siedlung) und am 1. Januar 1969 schließlich Stadtrecht.
Von 1975 bis 1998 gehörte Ząbki zur Woiwodschaft Warschau.

### Name
Im 15. Jahrhundert war der Name des Dorfes Targowa Wola. Erst im 18. Jahrhundert kamen die Namensformen Kobyłka, Kobiałka sowie Kobełka auf.

## Stadtgliederung
Die Stadt gliedert sich in die Teile: Antolek, Mareta, Grabicz, Kobylak, Kolonia Chór, Sosnówek, Zalasek, Piotrówek, Jędrzejek, Maciołki, Stefanówka, Źródnik.

## Bildung
Die Gemeinde verfügt über sieben Kindergärten (Przedszkole), drei Grundschulen  (szkoła podstawowa) und zwei Mittelschulen (gimnazjum). Ein Teil der Einrichtung ist in privater bzw. kirchlicher Trägerschaft.

## Trivia
Aus der Nähe von Kobyłka stammt die Mutter von Mark Forster.